# At Last
"At Last" is een nummer uit de musicalfilm Sun Valley Serenade uit 1941, geschreven door Mack Gordon en Harry Warren. Het nummer werd meerdere keren opgenomen door Glenn Miller en zijn orkest, waarbij een versie uit 1942 het grootste succes was. In 1960 bracht Etta James het nummer uit op haar debuutalbum At Last!. Op 15 november van dat jaar werd het nummer uitgebracht als de derde single van dit album. Ook Céline Dion en Beyoncé brachten succesvolle versies van het nummer uit.

## Achtergrond
Voorafgaand aan het uitbrengen van de single werd "At Last door Glenn Miller en zijn orkest gespeeld in de film Sun Valley Serenade. Deze versie van het nummer werd ingezongen door John Payne en Lynn Bari, waarbij de laatste playbackte over de zang van Pat Friday. De versie met vocalen kwam echter nooit in de film terecht, maar een instrumentale versie was gedurende de film wel een aantal keer te horen. In de film Orchestra Wives uit 1942 was de versie met vocalen wel te horen. Gedurende 1941 nam Miller het nummer meerdere keren zelf op, maar geen van deze versies werden uitgebracht. Op 20 mei 1942 werd een versie opgenomen die wel werd uitgebracht als B-kant van de single "(I've Got a Gal in) Kalamazoo". Deze single bereikte de negende plaats in de Amerikaanse Billboard Hot 100 en werd later opgenomen in het Great American Songbook.
"At Last" werd vooral bekend in de versie van Etta James, die zij in 1960 uitbracht op haar debuutalbum At Last! In april 1961 piekte haar versie op de tweede plaats in de Amerikaanse R&B-lijsten en werd het tevens een hitje in de Billboard Hot 100, met een 47e plaats als hoogste notering. Ondanks de lage positie in de grootste hitlijst, werd de versie van James de bekendste versie van het nummer en werd het in 1999 opgenomen in de Grammy Hall of Fame.
"At Last" is vaak gecoverd door andere artiesten. Ray Anthony, voormalig trompetspeler bij het orkest van Glenn Miller, behaalde in 1952 met zijn versie de tweede plaats in de Billboard Hot 100. Andere artiesten die het nummer opnamen, zijn onder anderen Nat King Cole, Bing Crosby, Aretha Franklin, Cyndi Lauper, Martina McBride, Malene Mortensen, Stevie Nicks, Stacey Solomon, Sonny Stitt en Stevie Wonder. Tevens zong Christina Aguilera het nummer in 2012 op de begrafenis van James.
Twee andere artiesten scoorden een hit met "At Last". Céline Dion bracht het nummer in 2002 uit als promotionele single van haar album A New Day Has Come en behaalde met haar versie de zestiende plaats in de Amerikaanse Adult Contemporary-lijst. Beyoncé zong het nummer in de film Cadillac Records uit 2008 en bracht het tevens uit op de bijbehorende soundtrack. In 2010 ontving zij hiervoor een Grammy Award in de categorie Best Traditional R&B Performance. Zij zong het nummer ook tijdens de inauguratie van Barack Obama als president van de Verenigde Staten tijdens zijn eerste dans met zijn vrouw Michelle Obama. James was niet blij met dit optreden, en was vooral geïrriteerd dat zij niet was uitgenodigd om haar bekendste nummer te zingen. Beyoncé heeft het nummer sindsdien regelmatig gezongen tijdens haar eigen live-optredens.
"At Last" verscheen in de versie van James in de films Rain Man (1988), Pleasantville (1998), American Pie (1999) en Inland Empire (2006) en kwam daarnaast voor in afleveringen van de televisieseries It's Always Sunny in Philadelphia, Northern Exposure, Bates Motel, Criminal Minds, The Simpsons, Two Guys and a Girl, Chuck en Glee. Tevens verscheen het in meerdere televisiecommercials en werd het gebruikt in een trailer van het videospel FIFA 16.

## NPO Radio 2 Top 2000
| Nummer met noteringen in de NPO Radio 2 Top 2000 | '18 | '19  | '20  | '21  | '22  | '23  | '24  |
| ------------------------------------------------ | --- | ---- | ---- | ---- | ---- | ---- | ---- |
| At Last (Etta James)                             | 858 | 1045 | 1005 | 1042 | 1048 | 1040 | 1153 |

1. ↑  Een vetgedrukt getal geeft de hoogste notering aan.
2. ↑  2018 was het eerste jaar met een notering voor dit nummer.